# Pascal Aka Brou
Pascal Aka Brou est un journaliste et animateur de télévision ivoirien. Il présente entre autres le journal télévisé de La Première dont il est le rédacteur en chef. Il présente aussi « Le plateau de l'intégration » sur ORTM Télévision nationale (Mali), RTB (Burkina Faso), RTS 1 (Sénégal), ORTN (Niger), RTG 1, (Gabon), La Première et sur la RTG (Guinée).  

## Biographie
Déjà très jeune, passionné par le journalisme et l'animation, Pascal Aka Brou présentait les matchs de football de son village.
Après une formation de deux ans au studio de l'école de la Radiodiffusion-Télévision ivoirienne (RTI) devenu aujourd'hui Institut des Sciences et Techniques de la Communication (ISTC) il entre à la télévision en 1978. De 1978 à 1980 il est au service du montage, ensuite il entre au service du sport pendant 2 ans. En 1982, il poursuit sa formation à l'école de journalisme de Bordeaux pendant 5 ans. En 1987, il revient au service du département des sports de la RTI. 
En 2006, après près de 20 ans de journalisme sportif, et un passage à RTI Sport TV, il devient un des présentateurs du journal télévisé de 13 heures et 20 heures sur La Première. Il est aujourd'hui le premier des présentateurs du journal télévisé La Première et présente l'ensemble des importants émissions et débats politiques de la première chaîne ivoirienne dont « Le plateau de l'intégration » (émission qu'il présente sur l'ensemble des grandes chaînes publiques africaines) ou « l'Invité de La Première » qui reçoit sur son plateau d'importantes personnalités politiques tels que Laurent Gbagbo ou Guillaume Soro. Il est aussi rédacteur en chef du journal télévisé RTI Première.